# Adwa (stad)
Adwa, ook bekend als Adowa, Aduwa or Adua, is een marktstad in het noorden van Ethiopië, nabij de grens met Eritrea in de zone Mehakelegnaw en de wareda Adwa. Het inwonertal van de stad werd in juli 2006 door de Centrale Statistische Dienst geschat op 42.672. Bij de volkstelling van 1994 werden nog slechts 24.519 mensen geregistreerd. Adwa is bekend vanwege de Slag bij Adwa die nabij de stad plaatsvond in 1896, waarbij het Ethiopische leger de Italiaanse troepen vernietigend versloeg, waarmee Ethiopië (als Liberia niet wordt meegerekend) het enige Afrikaanse land was dat het Europese kolonialisme wist te weerstaan. 

## Geschiedenis
Volgens Richard K.P. Pankhurst is de naam Adwa afgeleid van Adi Awa (of Wa), wat "Dorp van de Awa" betekent; de Awa zijn een etnische groep die wordt vermeld in de Monumentum Adulitanum die eens in Adulis woonden. Francisco Alvares schrijft dat de Portugese diplomatieke missie in augustus 1520 door Adwa trok, dat hij "Huizen van Sint-Michaël" noemde.
Hoewel Adwa zich op haar oude status beroept begon de plaats zich pas te ontwikkelen nadat Gondar was uitgekozen tot permanente hoofdstad. Reiziger James Bruce vermeldt dat Adwa zich bevond op een stuk "vlakke grond waardoor iedereen moet gaan op hun weg van Gondar naar de Rode Zee"; degene die deze vlakte beheerste kon veel tol heffen op de karavanen die doortrokken. Tegen 1700 vestigde de gouverneur van de provincie Tigray zich in de plaats en groeide Adwa Debarwa voorbij, de traditionele zetel van de Bahr negus, wat de belangrijkste stad was van noordelijk Ethiopië. De markt van Adwa was belangrijk genoeg voor de noodzaak van een nagadras (markthoofd); de vroegst bekende persoon die deze functie vervulde was de Griekse immigrant Janni van Adwa, een broer van Petros, kanselier van keizer Joas I. Adwa kende een kleine kolonie van Griekse handelaren in de 19e eeuw.
Vanwege haar locatie aan een belangrijke handelsroute wordt het ook vermend in reisverslagen van vele 19e-eeuwse Europeanen die Ethiopië bezochten, zoals Henry Salt, Samuel Gobat, Mansfield Parkyns, Arnaud, Antoine Thomson d'Abbadie en Théophile Lefebvre. Nadat ras Sabagadis was verslagen en gedood tijdens de Slag van Debre Abbay, vluchten de inwoners naar Adwa. Keizer Theodorus II bezette de stad korte tijd in januari 1860, nadat deze naar het noorden was gemarcheerd om de opstand neer te slaan van Agew Neguse, de stad in brand had gestoken en vervolgens was ontvlucht.
In maart 1879 trok de Italiaans-Ethiopische architect Giacomo Naretti door Adwa, korte tijd nadat de stad was getroffen door een tyfusepidemie, die het inwonertal had teruggebracht tot slechts 200 mensen.
Adwa vormde in 1896 de plek waar de beslissende slag van de Eerste Italiaans-Ethiopische Oorlog plaatsvond; keizer Menelik II wist hier in zijn strijd tegen de Italianen voorlopig haar onafhankelijkheid te bewaren. Na de slag van 1896 werden reizigers vaak gewezen op een grote boom aan de rand van de stad waar keizer Menelik een aantal gevangengenomen Eritreërs had laten terechtstellen.
Van 1902 tot 1904 werd door de Italianen een telegraaflijn aangelegd door de stad van Asmara naar Addis Abeba en had een kantoor in de stad. In 1905 werd Adwa gezien als de derde stad van Tigray. In 1935 kreeg de stad een aansluiting op het telefoonnet, maar nog in 1954 waren er geen telefoonnummers voor de stad geregistreerd.
Op 6 oktober 1935, tijdens de Tweede Italiaans-Ethiopische Oorlog, veroverden Italiaanse troepen Adwa, nadat ze met twee dagen van bombardementen ras Seyoum Mengesha tot een haastige aftocht hadden gedreven, waarbij grote hoeveelheden voedsel en andere voorraden achterlatend. De Italiaanse Gavinana-divisie nam een stenen monument mee ter ere van de Italiaanse soldaten die vielen tijdens de slag van 1896. Het monument werd op 15 oktober van dat jaar ingewijd in aanwezigheid van generaal Emilio De Bono. Op 12 juni 1941 veroverden de Britten de stad en richtte de 34e brigade van de Indiase Staatstroepen er een kwartier in.
Tijdens de Woyane-opstand (opstand van het Volksbevrijdingsfront van Tigray tegen Haile Selassie) trokken 6.000 man troepen zich terug in Adwa op 22 september 1943. Tijdens de jaren 60 vormde de stad een centrum voor onderwijs en een van de eerste haarden waar de nationalistische ontevredenheid groeide, hetgeen duidelijk werd door het feit dat de drie leiders van het Volksbevrijdingsfront van Tigray (TPLF) van de 22-jarige periode van 1975 tot 1997 (Aregowie Berhe, Sebhat Nega en Meles Zenawi) allemaal uit Adwa kwamen en aan dezelfde staatsschool studeerden.
Adwa vormde een terugkerend doelwit van aanvallen van de TPLF tijdens de Ethiopische Burgeroorlog: in 1978 viel de TPLF Adwa aan en in 1979 poogde ze er zonder succes de bank te beroven. In maart 1988 kwam de stad onder het permanente bewind van de TPLF te staan. Adwa en omstreken vormen ook nu nog het thuisland van vele van de belangrijkste huidige politieke leiders van TPLF die Ethiopië nu leidden en het gebied wordt in het Ethiopische parlement vertegenwoordigd door premier Meles Zenawi zelf.

## Bezienswaardigheden
In Adwa bevinden zich een aantal kerken zoals de Adwa Awraja Fird Bet, Adwa Gebri'el Bet (gebouwd door dejazmach Wolde Gebriel), Adwa Maryam Bet (gebouwd door ras Anda Haymanot), Adwa Medhane `Alem Bete (gebouwd door ras Sabagadis), Adwa Nigiste Saba Huletenya Dereja Timhirt Bet en Adwa Selasse Bet. Nabij Adwa bevindt zich het Abba Garima-klooster, dat in de 6e eeuw werd gesticht door een van de Negen Heiligen en dat bekendstaat om de 10e-eeuwse evangeliën. Nabij de stad ligt verder het dorp Fremona, waar in de 16e eeuw jezuïeten kwamen die Ethiopië tot het katholicisme wilden bekeren.